# Aeródromo de Santa Bárbara (Honduras)
El aeródromo de Santa Bárbara (OACI: MHSB) era un aeródromo de aviación general que servía a la ciudad de Santa Bárbara, capital del departamento de Santa Bárbara en Honduras.
El aeródromo tenía una sola pista de aterrizaje de césped. El aeropuerto tenía un códio aeroportuario de la OACI de MHSZ que luego se cambió a MHSB, que fue el código que mantuvo hasta su cierre.

## Construcción sobre la pista
Imágenes aéreas demuestran que sobre la ubicación del antiguo aeródromo ahora existen postes de la red eléctrica. Imágenes de 2010, 2015 y 2018 demuestran que con el tiempo se ha ido construyendo más estructuras sobre el antiguo aeródromo, tanto que para el 2020 ambos extremos de la pista ya habían sido construidos con estructuras.
Sobre el lugar del aeródromo hoy existen el parque infantil Mario Alonso Pérez en su lado sur y el Centro Judicial de Santa Bárbara en su lado norte.